# Franz Sax
Franz Sax (ur. w 1895) – austriacki zapaśnik walczący w stylu klasycznym. Olimpijczyk z Paryża 1924, gdzie zajął dwunaste miejsce w wadze półciężkiej.
Czwarty na mistrzostwach świata w 1920 roku.

## Letnie Igrzyska Olimpijskie 1924
| Konkurencja            | Rundy eliminacyjne       | Rundy eliminacyjne  | Klas. końcowa |
| Konkurencja            | Przeciwnik I             | Przeciwnik II       | Miejsce       |
| ---------------------- | ------------------------ | ------------------- | ------------- |
| 82,5 kg styl klasyczny | Arnolds Baumanis (LAT) P | Axel Tetens (DEN) P | 12.           |